# سمیکاراکورسک
شهر سمیکاراکورسک (به روسی: Семикаракорск) در کشور روسیه و در اوبلاست روستوف واقع شده‌است.